# Embercsempészés
Az embercsempészés (köznyelven néha embercsempészet) a közigazgatás rendje elleni bűncselekmények egyike. Az illegális migrációhoz kapcsolódó, a 2010-es évek közepén világszerte egyre több gondot okozó cselekmény. Magyarországon a 2012. évi V. törvény (Btk.) 353. §-a szerint büntetendő. Nem azonos az emberkereskedelem bűncselekménnyel, a magyar Btk. is külön szabályozza ezeket. A fő különbség abban áll, hogy az embercsempészés előfeltétele a csempész és a migráns közötti előzetes megállapodás, míg az emberkereskedelem során az áldozat helyzetét kihasználják, vele szemben gyakran kényszert, fenyegetést alkalmaznak.

## Története
Az embercsempészés valószínűleg egyidős az államhatárok ellenőrzésével – ez a bűncselekmény ezeket a jogszabályi rendelkezéseket próbálja kijátszani, megkerülni.
Az elkövetési magatartás lényegében a tiltott határátlépéshez vagyoni haszonszerzés végett nyújtott segítség nyújtása. Korábbi szabályozásunk szerint az embercsempészés bűntett valósított meg, ha pénzért követték el illetve vétségnek, ha más motívummal.

## Az embercsempészés mint nemzetközi szintű jelenség
Tény, hogy napjainkban harminc-negyven millió illegális migráns van a világon, s az illegális migrációra épülő jogellenes cselekmények száma egyre nő. Az a személy, aki szabályosan lépi át a határt, később maga is illegális migránssá válhat, a tartózkodás és munkavállalás tekintetében. Ezek az emberek óriási kockázatokat vállalnak, hogy eljussanak egyik országból a másikba, s legtöbb esetben ezt a kiszolgáltatott helyzetet használják ki a bűnelkövetők. Az illegális migránsok többnyire húsz-harminc év közötti férfiak, akik alacsony szakmai képzettséggel rendelkeznek.[forrás?]
Az illegális migránsok leggyakrabban a jobb megélhetés reményében szánják el magukat az adott lépésre. A legfőbb úti célok Anglia, Németország, Spanyolország, Ausztria, Svájc, valamint Svédország. A tarifák ötven-négyszázezer forint körül alakulnak, attól függően, hogy csak egy egyszerű fényképcseréről, vagy valamilyen bonyolultabb műveletről van-e szó. Ezek segítségével azonban a hatóságokat megtévesztve, feltűnés nélkül átjuthatnak a határokon. Sokan azonban nem képesek kifizetni a kért összeget, így ezek a személyek megbújni kényszerülnek a vonatok padlásterében, motorterekben, a kamionok rakterében, vagy kisteherautókban. A magas tarifákból kifolyólag a migránsok körében gyakori az illegális munkavállalás és más jogellenes cselekmények elkövetése, azon célból, hogy kifizessék az embercsempészés díját. Ebből adódóan az illegális migráció veszélye egy adott országra nézve is felmerülhet, mivel a bevándorlók többsége koldulásból, prostitúcióból, bűncselekményekből tartja fenn magát. Az átcsempészett embereket napi tizennyolc órán át dolgoztatják, miközben alapvető létszükségleteiket csak minimális módon elégítik ki.[forrás?]

## A hatályos magyarországi szabályozás

### Az embercsempészés fogalma
Aki államhatárnak más által a jogszabályi rendelkezések megszegésével történő átlépéséhez segítséget nyújt, bűntett miatt 3 évig terjedő szabadságvesztéssel büntetendő.
- A büntetés 1 évtől 5 évig terjedő szabadságvesztés, ha az embercsempészést
  - a) vagyoni haszonszerzés végett, vagy
  - b) államhatár átlépéséhez több személynek segítséget nyújtva követik el.[4]
- A büntetés 2 évtől 8 évig terjedő szabadságvesztés, ha az embercsempészést
  - a) a csempészett személy sanyargatásával,
  - b) fegyveresen,
  - c) felfegyverkezve,
  - d) üzletszerűen vagy
  - e) bűnszövetségben követik el.[5]
- Aki embercsempészésre irányuló előkészületet követ el, vétség miatt két évig terjedő szabadságvesztéssel büntetendő.[6]